# Viridomaro
Viridomaro (em latim Viridomarus;? — 222 a.C.) foi um líder militar gaulês que liderou um exército contra o exército romano na Batalha de Clastídio. Os romanos venceram a batalha, e, no processo, o líder romano Marco Cláudio Marcelo ganhou o seletíssimo spolia opima, matando Viridomaro em combate singular.